# Корнелија Функе
Корнелија Марија Функе (Дорстен 10. септембар 1958) је немачка списатељица дечије фикције. Рођена је у Дорстену, Северна Рајна-Вестфалија. Функе је најпознатија по својој трилогији „Свет од мастила”, која је објављена у периоду 2004—2008. Многе њене књиге су преведене на енглески језик. Њен рад је углавном у жанровском оквиру фантастике и авантуре. Она тренутно живи на Беверли Хилсу, Калифорнија. Функине књиге су продате у преко 20 милиона примерака широм света.

## Биографија
Корнелија Функе je рођена 1958. у граду Дорстену, Вестфалија, Немачка. од оца Карла-Хејнца и мајке Хелме Функе. Као дете, она је желела да постане астронаут или пилот, а онда је одлучила да студира педагогију на Универзитету у Хамбургу. По завршетку студија, Функе је радила три године као социјални радник. Током свог социјалног рада се усмерерила на рад са децом која су дошла из сиромашних средина. Имала је ограничен приступ илустрованим књигама, али је убрзо почела да пише своје властите приче, инспирисана причама које су утицали на сиромашну децу са којом је радила. Током касних 1980-их и 1990-их година Функе је основала две дечје серије у Немачкој, односно фантастички-оријентисане Gespensterjäger („Ловци на духове”) и Wilde Hühner (C.H.I.X. „Дивљи пилићи”) серијале књига. Функе је названа „Џ. К. Роулинг” Немачке; иако је била веома успешна у Немачкој, први од њених књига која је била преведена на енглески језик је Herr der Diebe 2002. Касније је објављена као „Господар лопова” од Scholastic и постигла је 2. место на Листи бестселера Њујорк тајмса Фантастични роман Dragon Rider (2004) је био на листи Њујорк тајмса као најбоље продавана књига 78 недеља Након успеха „Господара лопова” и Dragon Rider, њен следећи роман био је „Срце од мастила” (2003), је освојило 2004. Буксенсе награду за дечију књигу године. „Срце од мастила” је био први део трилогије која је настављена са „Крв од мастила” (2005), која је освојила Функе њен други Буксенсе награду за дечију књигу године (2006). Трилогија је закључена са „Смрт мастила” (објављен у Немачкој 2007., енглеска верзија на пролеће 2008, а америчка верзија на јесен 2008). Фанови Корнелије се понекад називају Функис.
Функе је такође радила као продуцент на филмској адаптацији „Свет од мастила”.
Корнелија је 2010. објавила прву књигу у свом MirrorWorld серијалу, Reckless, са наставком, Fearless, објављеним у САД у априлу 2013.

## Лични живот
Функе се удала за Ролфа Фрахма 1981. Са њим има ћерку Ану, рођену 1989. и сина Бена, рођеног 1994. Породица је живела у Хамбургу 24 године, док се нису преселили на Беверли Хилс, маја 2005. У марту 2006., Ролф Фрахм је преминуо од рак.

## Дела на српском
- Господар лопова (2003)
- Крв од мастила (2004, Народна књига)
- Срце од мастила (2005)
- Ловци на духове на леденом трагу (2007)
- Смрт мастила (2009)
- Дивље кокошке (2012)
- Дивље кокошке на екскутзији (2012)
- Змај и чаролија месечине (2022)
- Књишки мољац (2022)